# 広島県道82号広島空港本郷線
広島県道82号広島空港本郷線（ひろしまけんどう82ごう ひろしまくうこうほんごうせん）は、広島県三原市を通る主要地方道（県道）である。

## 概要
広島空港と山陽自動車道本郷ICを経由して広島県道33号瀬野川福富本郷線を結び、広島県東部方面からの広島空港へのアクセス路線として機能している。

### 路線データ
- 起点：三原市本郷町善入寺（広島空港）
- 終点：三原市本郷町船木（船木大橋(東)交差点、広島県道33号瀬野川福富本郷線・広島県道155号三原本郷線〔予定〕交点）
- 総延長：
- 実延長：7.700 km[1]
- 認定：1993年（平成5年）4月1日[1]

## 歴史
- 1993年（平成5年）4月1日 - 広島県告示第413号により一般県道469号新広島空港本郷線として認定される。
- 1993年（平成5年）5月11日 - 建設省（現・国土交通省）から、一般県道新広島空港本郷線が新広島空港本郷線として主要地方道に指定される[2]。
- 1993年（平成5年）10月26日- 山陽自動車道福山西IC - 河内IC間開通に伴い本郷ICの供用が開始される。
- 1993年（平成5年）10月29日 - 広島空港が開港する。
- 1994年（平成6年）4月1日 - 広島県告示第408号により一般県道469号新広島空港本郷線が主要地方道82号広島空港本郷線に改称される。
- 2005年（平成17年）3月22日 - 三原市と賀茂郡大和町・豊田郡本郷町・御調郡久井町が統合して改めて三原市が発足したことに伴い起終点の地名表記変更が行われる。

## 路線状況

### 重複区間
- 広島県道73号広島空港線（三原市本郷町善入寺〔起点〕 - 三原市本郷町善入寺・空港分れ交差点）

### トンネル
- 用倉トンネル（三原市本郷町上北方、延長：560m） - 広島空港の滑走路の下を通るトンネル。

## 地理

### 通過する自治体
- 三原市

### 交差する道路
| 交差する道路                                             | 交差する場所 | 交差する場所                       |
| -------------------------------------------------------- | ------------ | ---------------------------------- |
| 広島県道73号広島空港線 重複区間起点                      | 本郷町善入寺 | 起点                               |
| 広島県道73号広島空港線 重複区間終点                      | 本郷町善入寺 | 空港分れ交差点                     |
| E2 山陽自動車道                                          | 本郷町船木   | 本郷インター入口交差点 24-1 本郷IC |
| 広島県道33号瀬野川福富本郷線 広島県道155号三原本郷線計画 | 本郷町船木   | 船木大橋（東）交差点 / 終点        |

### 沿線にある施設など
- 広島空港
- 広島県立中央森林公園
  - 三景園